# Schizothorax integrilabiatus
Schizothorax integrilabiatus är en fiskart som först beskrevs av Wu et al. 1992.  Schizothorax integrilabiatus ingår i släktet Schizothorax och familjen karpfiskar. IUCN kategoriserar arten globalt som akut hotad. Inga underarter finns listade i Catalogue of Life.